# Parco nazionale di Rara
Il parco nazionale di Rara (in nepalese रारा राष्ट्रिय निकुञ्ज) è un parco nazionale che si trova nell'ovest del Nepal. Istituito nel 1976, prende il nome dal lago principale del paese, nell'area fra i distretti di Humla e Jumla.